# Иво Джима
Ѝото наричан и Ѝводжима̀ Ѝо (Ѝото, Ѝводжима; на японски: 硫黄島, съвр. いおうとう Иото (официално име), остар. いおうじま Иводжима, (в превод „серен остров“, на английски: Iwo Jima) е малък остров в Тихия океан, част от японската вулканична верига от тридесетина острова, известни под името „островите (архипелага) Бонин“, а също и като „островите (архипелага) Огасавара“. Намира се на около 1100 km южно от Токио.
Придобива славата си като мястото, на което се води известната Битка за Иво Джима (февруари – март 1945) между САЩ и Япония, една от операциите от Тихоокеанския театър по време на Втората световна война. Тогава е направена и известната снимка „Издигане на знамето на Иво Джима“ от фотографа Джо Розентал.
Островът е окупиран от САЩ до 1968 г., след което е върнат на Япония.

## Географски данни
Територията на острова е приблизително 21 km². Координатите са: 24°47′ с.ш. 141°19′ и.д.

## Релеф
Иво Джима е необичайно равнинен за вулканичен остров, като най-високата точка на острова е с височина 169 m, намираща се на планината Сурибачи в южната част на острова и смятана за спящ вулкан.

## История
Вижте Битка за Иво Джима

## Климат
|                                           | Яну  | Фев  | Мар  | Апр   | Май   | Юни  | Юли   | Авг   | Сеп   | Окт   | Ное   | Дек   | Год.   |
| ----------------------------------------- | ---- | ---- | ---- | ----- | ----- | ---- | ----- | ----- | ----- | ----- | ----- | ----- | ------ |
| Средна максимална дневна температура (°C) | 22   | 22   | 23   | 26    | 28    | 29   | 30    | 30    | 30    | 29    | 27    | 24    | 27     |
| Средна минимална дневна температура (°C)  | 17   | 17   | 18   | 21    | 23    | 25   | 26    | 26    | 26    | 24    | 23    | 20    | 22     |
| Валежи (mm)                               | 76.2 | 76.2 | 45.7 | 106.7 | 111.8 | 99.1 | 180.3 | 167.6 | 111.8 | 167.6 | 124.5 | 114.3 | 1381.8 |
| Източник:http://www.vacationstogo.com/    |      |      |      |       |       |      |       |       |       |       |       |       |        |

## Фото галерия
- Издигането на първия американски флаг на Сурибачи
- Издигането на втория американски флаг на Сурибачи
- „Обединение на честта“ – мемориал
- Планината Сурибачи